# Graveworm
Graveworn é uma banda de Melodic Death Metal, com características de uma mistura de um metal obscuro e místico. A banda faz a utilização de teclados, violinos, gaitas de fole e outros instrumentos sinfônicos, vocais guturais tanto agudos quanto graves.

## Membros
- Stefan Fiore - vocal
- Sabine Mair - Teclado
- Stirz - guitarra
- Harry Klenk - baixo
- Martin Innerbichler - bateria
- Eric Righi - guitarra

## Historia

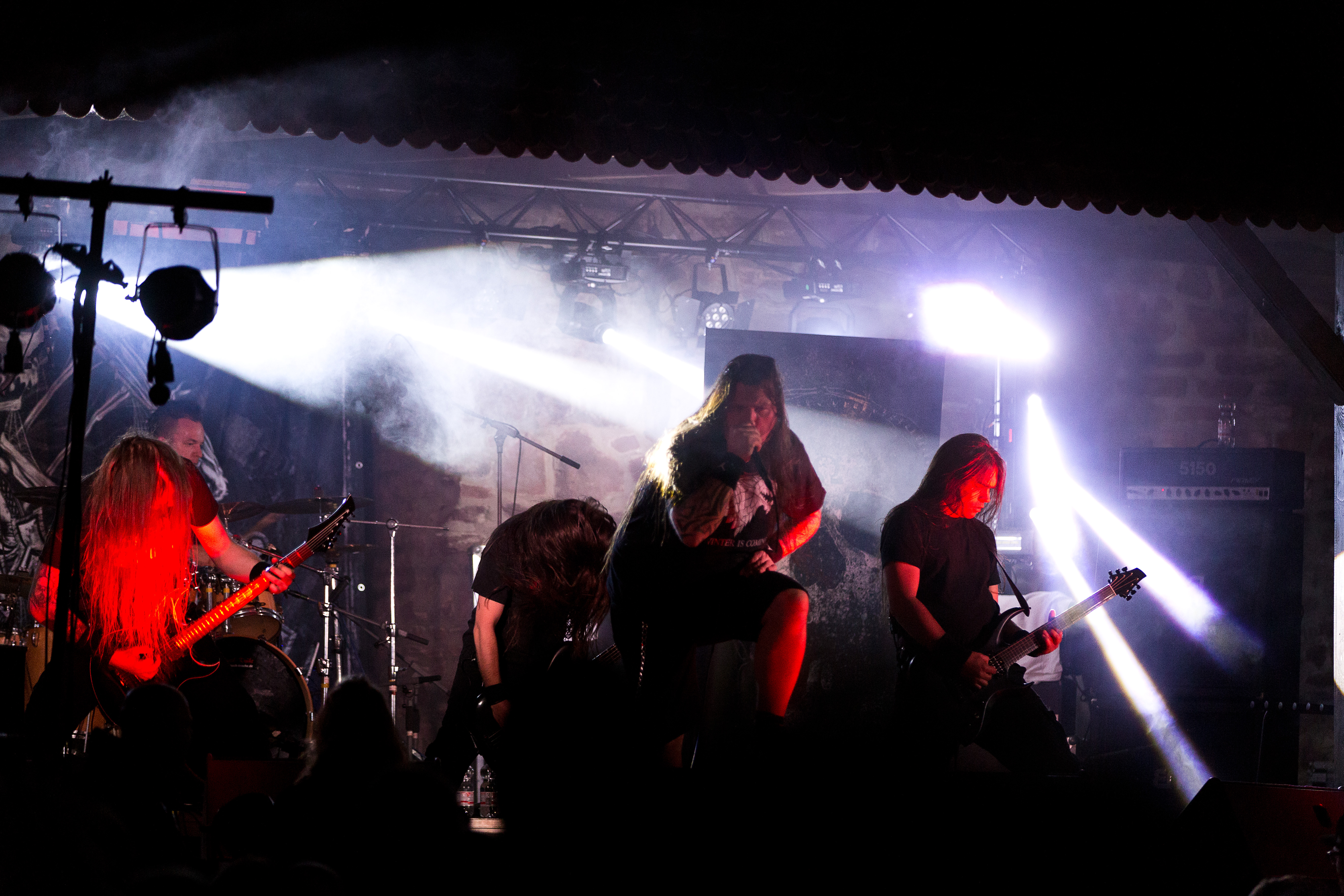
Graveworm Dark Troll 2016 11.

Antes de tudo Graveworm lançou um demo, eles assinaram com Serenades Records depois de um ótimo desempenhoem um show  próximo à sua cidade natal de Bruneck (Brunico), norte da Itália. Graveworm assinou com a Serenades Records em 1997, lançando seu primeiro EP, Eternal Winds, nesse mesmo ano. Durante sua primeira turnê em conjunto com Crematory, Therion e Lake of Tears, a banda promoveu o álbum When Daylight's Gone.
Em 1998, o EP  Underneath the Crescent Moon, foi lançado, com Sarah Jezebel Deva (Cradle of Filth, Therion) na faixa "Awake ... Thy Angels Of Sorrow". Graveworm também se apresentou no Wacken Open Air (Alemanha), com bandas como Children of Bodom, Cradle of Filth e Vader.
O segundo álbum quanto ao alcance  As the Angels Reach the Beauty foi concluído em 1999, e seguido por uma turnê européia com Agathodaimon. Scourge of Malice foi lançado em 2001, o que permitiu à banda sua primeira turnê em conjunto com Dornenreich, Vintersorg e Darkwell. Em 2002, eles mudaram para a gravadora alemã Nuclear Blast. Neste ponto, Didi Schraffel (baixo) deixou a banda e Harry Klenk (guitarra) foi substituído por Eric Treffel. Treffel logo deixou a banda no mesmo ano e foi substituído por Eric Righi na guitarra.
Em conjunto com Righi, produziram o álbum intitulado Engraved in Black, que foi finalizado em 2003, e reforçada com um recurso do REM "Losing My Religion". Pouco depois do lançamento, Stefan Unterpertinger (guitarra) e Lukas sair Flarer se juntou à banda. Além disso, Harry Klenk, ex-guitarrista  e agora baixista , re-entrou na banda.
Em 2004, Graveworm tocou na turnê do Festival X-Mass juntamente com Destruction, Kataklysm, e muitos outros. Innerbichler Martin (bateria) fizeram uma pausa para estudar e foi temporariamente substituído por Moritz Neuner (anteriormente, o Darkwell e baterista Shadowcast).
O álbum (N) utopia foi lançado em 2005.
Lukas Flarer (guitarrista) mais tarde deixou a banda por motivos pessoais, e foi substituído por Orgler "Stirz" Thomas.
Em 2006, Graveworm embarcou em uma turnê norte-americana com Kataklysm, Destruction, The Absence, e Vader.
Em 10 de abril de 2007, a promoção do mais recente álbum de Graveworm, Collateral Defect, vazou na web. O álbum foi lançado na Europa em 25 de maio via Massacre Records e 5 de junho na América do Norte através da Nuclear Blast. Foi produzido por Andy Classen no Stage One Studios em Borgentreich, na Alemanha.
O álbum Diabolical Figures foi lançado em 19 junho de 2009 e as características Karsten Jäger como músico convidado.

## Discografia

### Álbuns de estúdio
- When Daylight's Gone (1997)
- As the Angels Reach the Beauty (1999)
- Scourge of Malice (2001)
- Engraved in Black (2003)
- (N)utopia (2005)
- Collateral Defect (2007)
- Diabolical Figures (2009)
- Fragments Of Death (2011)
- Ascending Hate(2015)

### Outros lançamentos
- Demo 97 (1997)
- Eternal Winds - EP (1997)
- Underneath The Crescent Moon MCD - (1998)